# Le Diable amoureux

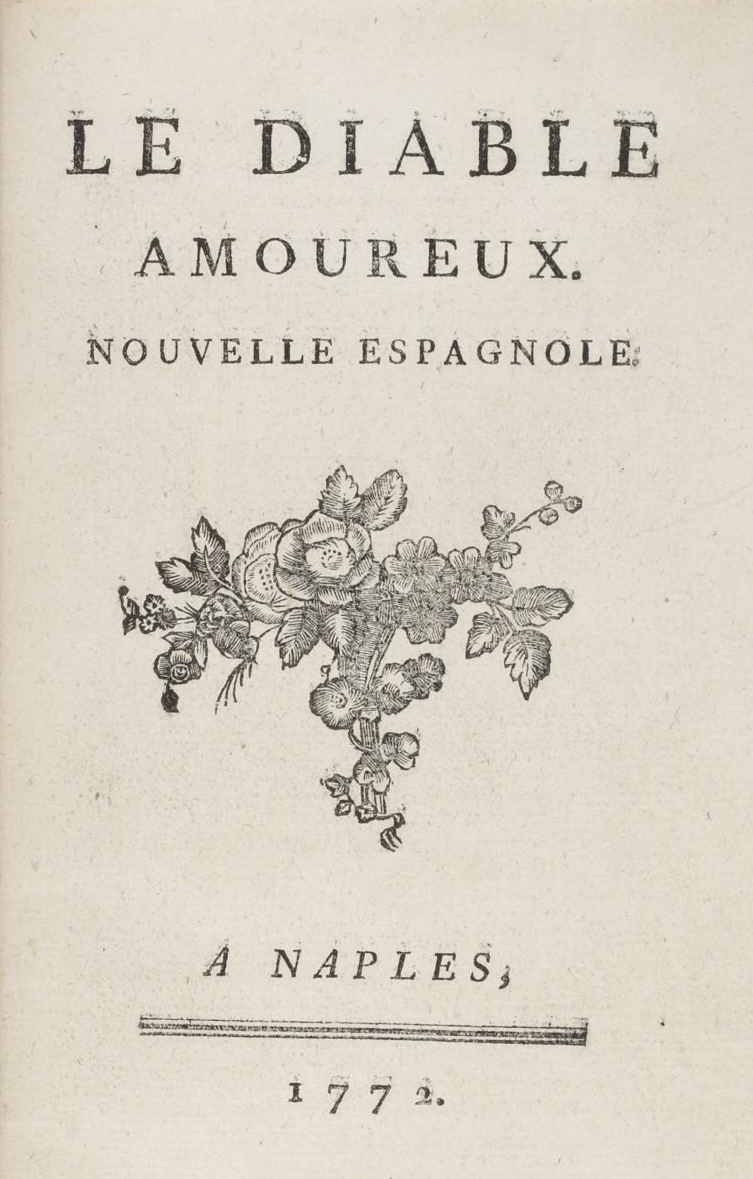
Titelpagina

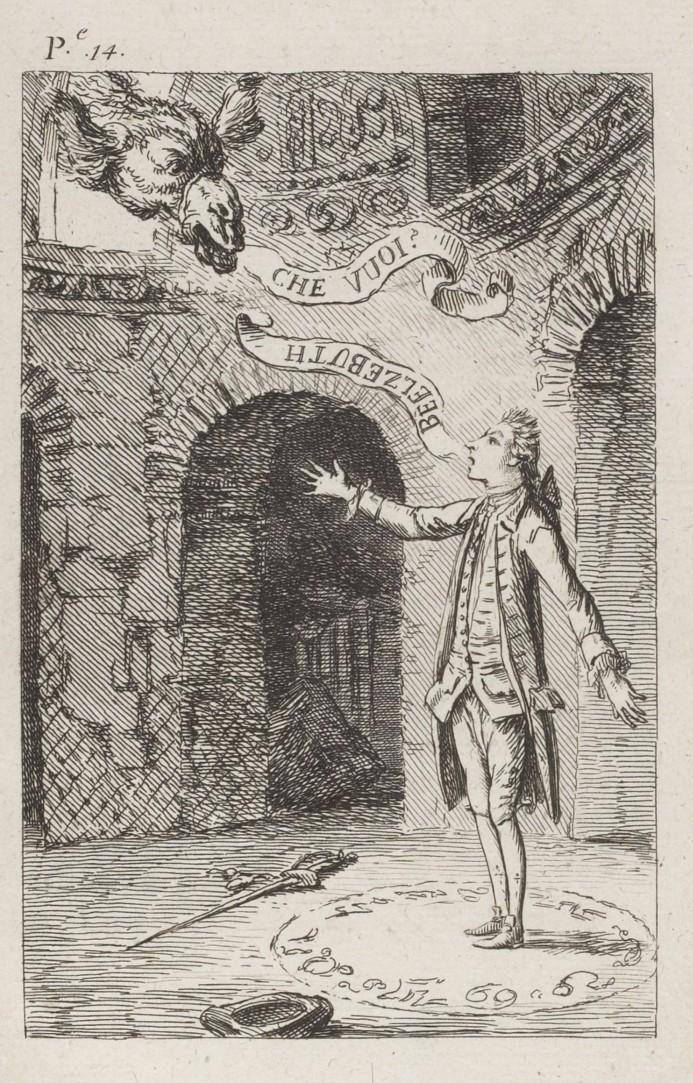
Gravure voor de oorspronkelijke editie (1772). Toegeschreven aan Jean-Michel Moreau

Le Diable amoureux is een boek waarmee de Franse filosoof en Martinist Jacques Cazotte beroemd werd. Hoewel dit werk reeds in 1772 werd geschreven, wordt het beschouwd als een voorloper van de fantastische literatuur.

## Samenvatting
Alvare, een jonge man, wil, vergezeld door twee vrienden, de duivel oproepen als opschep-actie. De duivel verschijnt eerst in de gedaante van een kameel, vervolgens als een patrijshond en ten slotte als een sierlijke Biondetta. Uiteindelijk beslist Alavare om Biondetta aan zijn moeder voor te stellen om met haar te kunnen trouwen. Onderweg stoppen ze om een bruiloft bij te wonen en aangezien ze daar als man en vrouw worden gezien, komen ze in dezelfde kamer terecht. Op het ultieme moment neemt Biondetta haar masker weg om hem te herinneren dat ze Belzébuth is.